# Moulin de l'Olivette
Pour les articles homonymes, voir Olivette.

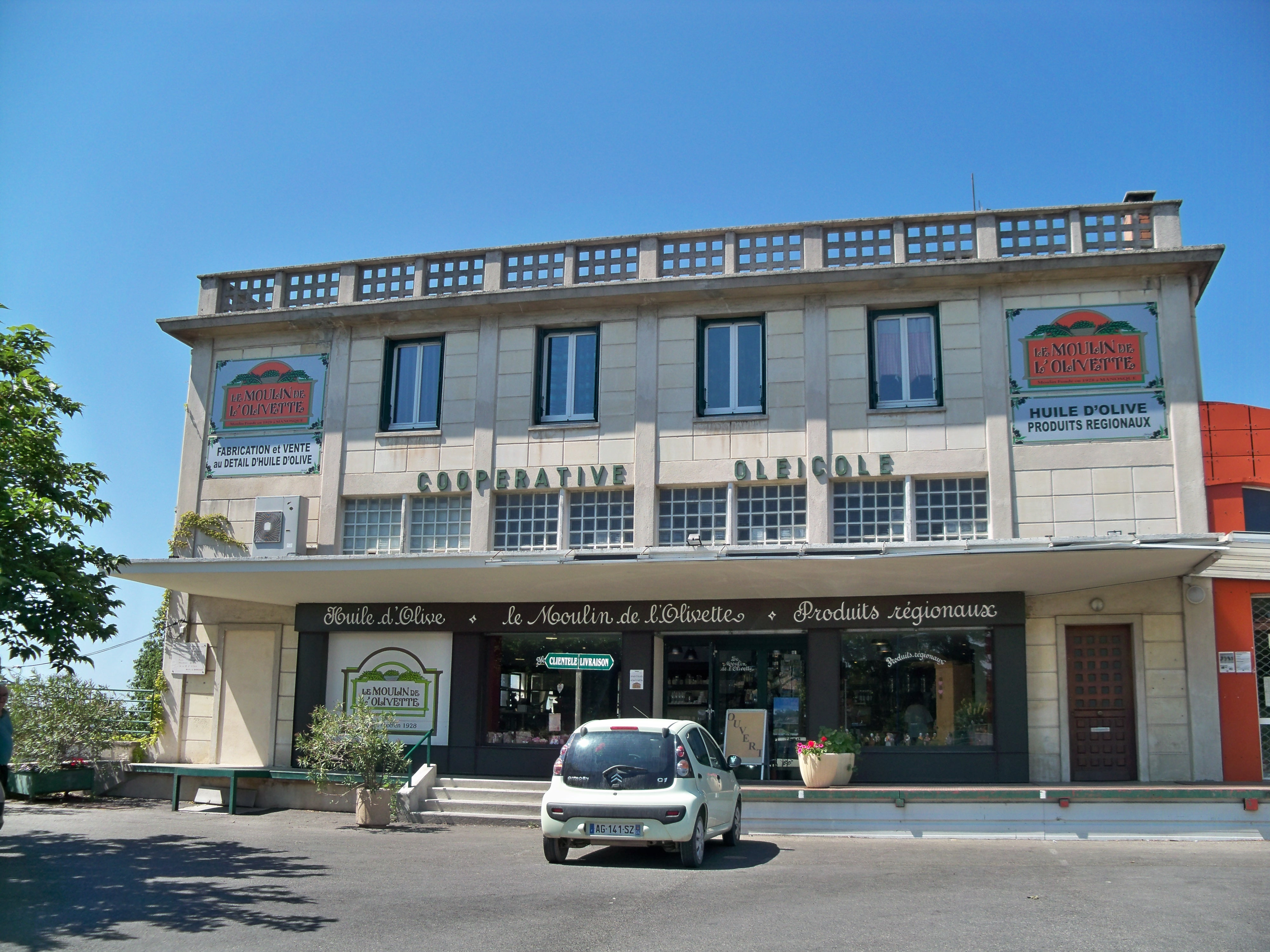
Moulin de l'Olivette à Manosque

Le moulin de l'Olivette est un des plus anciens moulins à huile du département des Alpes-de-Haute-Provence.

## Historique
Il a été fondé sous forme de coopérative agricole en 1928 à Manosque. Son président fondateur fut Ernest Devaux. Deux gels d'oliviers très importants en 1929 et 1956 réduisirent pratiquement à néant les récoltes d'olives pour plusieurs années. 
En novembre 1944, un stock de poudre de la résistance détruisit entièrement la coopérative oleicole de Manosque et causa la mort de 4 jeunes membres des FFI.

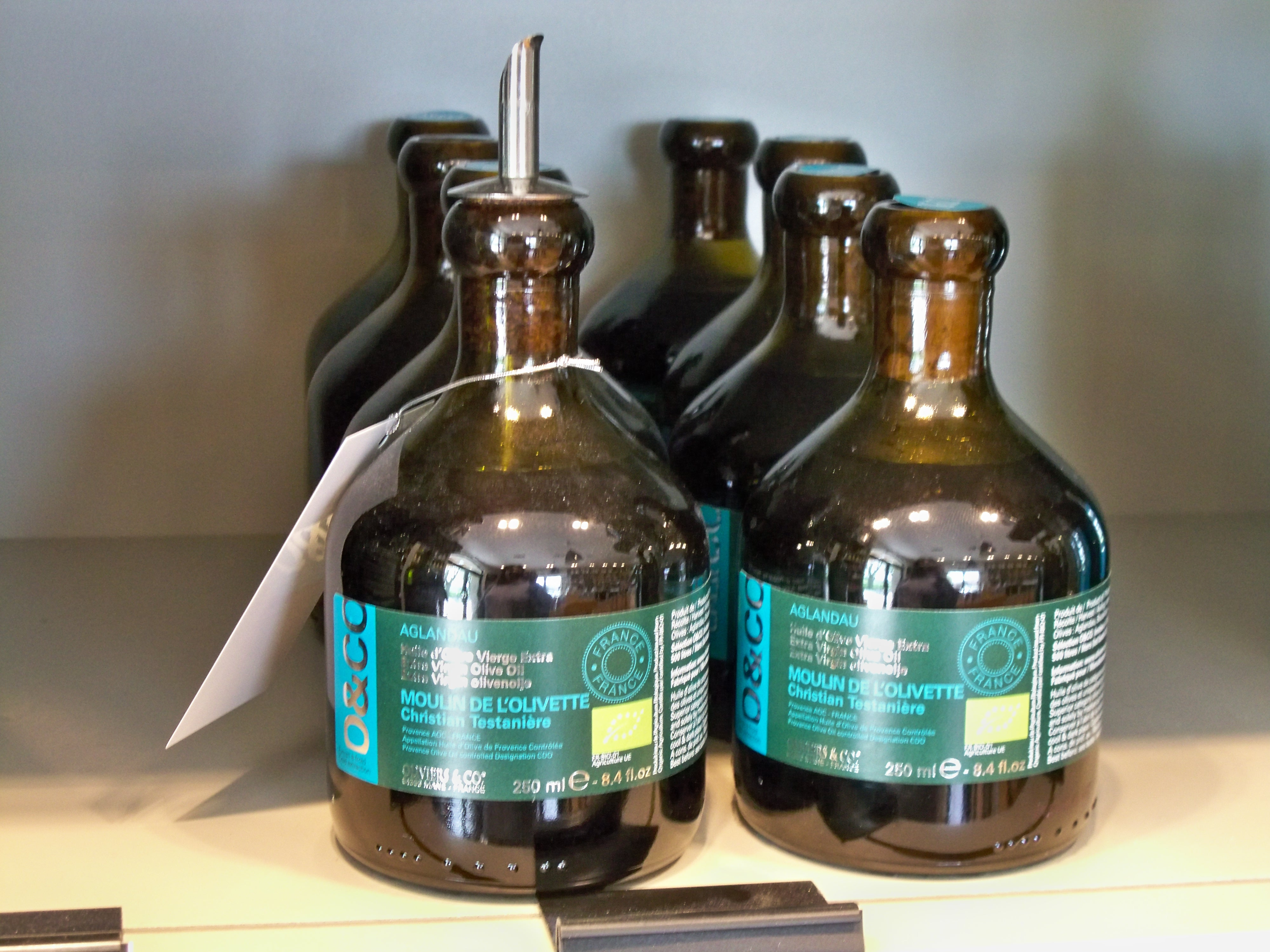
Huile d'olive du Moulin sélectionnée par Oliviers & Co

Le bâtiment actuel fut construit en 1952. Le moulin de l'Olivette est maintenant le moulin à huile le plus important des Alpes-de-Haute-Provence et un des plus gros fabricant d'huile d'olive en France. Il traite les variétés Aglandau, Bouteillan, Picholine et Tanche, auxquelles s'ajoutent les variétés locales anciennes telles que Boube, Colombale, Estoublaisse, Filaïre, Grappier et Rosée du Mont d'Or.
L'actuel président est Jean-Claude Silvy, élu le 19 novembre 2010.